# Adaptive Domain Environment for Operating Systems
Adeos (Adaptive Domain Environment for Operating Systems) — це наноядро, апаратний абстрактний шар (HAL), або гіпервізор, який працює між комп'ютерним обладнанням та операційною системою (ОС), яка на ньому працює. Він відрізняється від інших наноядер тим, що не є лише низькорівневим шаром для зовнішнього ядра. Натомість він призначений для одночасного запуску декількох ядер, що робить його схожим на технології повної віртуалізації. Це безкоштовне та відкрите програмне забезпечення, що випускається за ліцензією GNU General Public License (GPL).
Adeos надає гнучке середовище для спільного використання апаратних ресурсів між декількома операційними системами, або між декількома екземплярами однієї ОС, що дозволяє існувати декільком доменам з пріоритетами одночасно на одному обладнанні.
Adeos успішно вставлено під ядро Linux, відкриваючи ряд можливостей, таких як кластеризація за принципом symmetric multiprocessing (SMP), більш ефективна віртуалізація, відлагодження ядра без патчів, та системи реального часу (RT) для Linux.
Не звичайно для HAL, Adeos може бути завантажений як модуль ядра Linux, що дозволяє іншій ОС працювати поряд з ним. Adeos було розроблено в контексті інтерфейсу реального часу (RTAI) для його модулізації та відокремлення HAL від ядра реального часу.